# Der König und ich (1956)
Der König und ich ist der Titel eines US-amerikanischen CinemaScope-Films der 20th Century Fox in Farbe von DeLuxe aus dem Jahr 1956. Als Vorlage diente das gleichnamige Musical von Richard Rodgers und Oscar Hammerstein II The King and I.

## Handlung
Siam 1862. Die britische Witwe Anna Leonowens kommt mit ihrem kleinen Sohn Louis im Hafen von Bangkok an, um als Hauslehrerin die Kinder des Königs von Siam zu unterrichten. Sie wird vom unfreundlichen Premierminister Kralahome empfangen, der sie von oben herab behandelt.
Anna soll mit ihrem Sohn im Palast wohnen, obwohl ihr ein eigenes Haus zugesichert worden war. Sie protestiert dagegen und will sofort zum König, der gerade Audienz abhält. Sie bekommt mit, wie Lun Tha, ein Gesandter von Burma, ein Mädchen als Geschenk übergibt. Es heißt Tuptim und ist in Lun Tha verliebt. Anschließend wird die Audienz für beendet erklärt, was Anna nicht daran hindert, den König entgegen dem Protokoll noch einmal anzusprechen. Er übersieht ihren Fauxpas und erklärt ihr ihre Aufgaben. Er stellt seine Lieblingsfrauen und -kinder vor. Ihre Frage bezüglich eines Hauses übergeht er.
Anna unterrichtet die Frauen und Kinder, wobei sie ihnen Lieder und Geschichten beibringt, die den König an das uneingelöste Versprechen bezüglich eines Hauses erinnern sollen. Und dann entdeckt der König bei Tuptim auch noch das Buch Onkel Toms Hütte. Der Premierminister warnt Anna, die Autorität des Königs nicht noch weiter zu untergraben.
Doch dann kommt Annas Stunde. Man erfährt, dass Großbritannien den König für einen Barbaren hält und Siam zu einem Protektorat machen will. Nach anfänglichem Zögern wendet sich der König ratsuchend an Anna. Sie schlägt vor, den britischen Gesandten einzuladen, um das Gegenteil zu beweisen. Sie bringt allen am Hof europäische Sitten bei, und Tuptim führt mit anderen eine Tanzdarbietung frei nach Onkel Toms Hütte vor. Das Ganze wird ein großer Erfolg, und der König schenkt ihr einen kostbaren Ring.
Im ganzen Trubel konnte Tuptim mit ihrem Lun Tha fliehen, wurde aber wieder gefangen, während er verschwunden blieb. Sie soll ausgepeitscht werden, um sein Versteck zu verraten. Anna greift öffentlich ein und will das verhindern. Sie hat damit die Autorität des Königs in Frage gestellt, dem nichts anderes übrig bleibt, als Tuptim jetzt erst recht auspeitschen zu lassen. Lun Tha wird später tot aufgefunden.
Anna kann den König nicht verstehen und packt zusammen mit Louis ihre Koffer. Sie will zurück nach Großbritannien. Da wird sie zum König gerufen, der im Sterben liegt. Er dankt ihr für ihre Offenheit in vielen Fragen. Und die Frauen und Kinder des Königs bestürmen sie, in Siam zu bleiben. Sie stimmt zu. Nachfolger seines Vaters wird Kronprinz Chulalongkorn, der als Erstes überholte Rituale der Hofetikette abschafft, getreu Annas Lehren.

## Hintergrund
- Bei den historischen Personen hinter den Hauptfiguren handelt es sich um Anna Leonowens, den König Mongkut und seinen Sohn Chulalongkorn.
- Fünfmal wurde der Stoff verfilmt. 1946 als glühende Liebesgeschichte unter dem Titel Anna und der König von Siam mit Irene Dunne und Rex Harrison, 1956 als Musical The King and I mit Deborah Kerr und Yul Brynner, 1972 als 13-teilige Fernsehserie mit Samantha Eggar und erneut Yul Brynner und schließlich 1999 als Zeichentrickfilm Der König und ich sowie als Realverfilmung mit Jodie Foster unter dem Namen Anna und der König. Auf die ersten beiden Verfilmungen reagierte Thailands Regierung beleidigt, weil der König zu naiv dargestellt wurde. Auch die letzte Verfilmung fand nicht das Wohlwollen Thailands, der Film Anna und der König musste im benachbarten Malaysia gedreht werden.
- Der Musikdirektor Alfred Newman: „Die gleichermaßen wunderschöne und ausgezeichnete Deborah Kerr ist eine großartige Schauspielerin, aber absolut keine Sängerin. Mein Freund und Mitstreiter Ken Darby fand in Marni Nixon das Stimmendouble für Deborah Kerr. Die beiden arbeiteten, sangen zusammen, lasen Noten, studierten und lebten praktisch für sechs Wochen gemeinsam, bevor wir eine Note von King and I aufnehmen konnten.“[2]

## Kritiken
„The King and I ist wegen der reifen schauspielerischen Leistung von Yul Brynner als siamesischer König erwähnenswert; dazu kommt der Charme von Deborah Kerr als Lehrerin, die ihn bewundert. Walter Lang führt elegant Regie.“

„Geprägt von naiver Demokratiegläubigkeit, bietet das mit künstlerischer Sorgfalt verfilmte, witzige Musical beste Unterhaltung.“

## Academy Award
- Der König und ich erhielt 1957 in folgenden Sparten den Oscar:

- Bestes Szenenbild: Lyle R. Wheeler, John Decuir, Walter M. Scott, Paul S. Fox
- Bester Hauptdarsteller: Yul Brynner
- Bestes Kostümdesign: Irene Sharaff
- Beste Filmmusik: Alfred Newman, Ken Darby
- Bester Ton: Carlton W. Faulkner

Für den Oscar nominiert wurde er zusätzlich in folgenden Sparten:
- Bester Film
- Beste Hauptdarstellerin: Deborah Kerr
- Beste Kamera: Leon Shamroy
- Beste Regie